# Sudski zatvor sv. Roko u Splitu
Sudski zatvor sv. Roko, sudski zatvor u Splitu. Nalazio se je na splitskoj Obali,  na širem prostoru današnje Turističke palače.
Bio je nazloglasniji zatvor u Splitu za vrijeme talijanske okupacije, od travnja 1941. do rušenja rujna 1943. godine. Kroz zatvor je prošlo 15.465 zatvorenika, prema izjavi upravnika zatvora. U sobama je znalo biti smješteno i do 130 ljudi. Spavali su na istrošenim slamaricama. Uvjeti su bili loši, kao i u ostalim zatvorima: pretrpani, puni ušiju, stjenica, bilo je puno svraba. Zatočenici nisi imali prave nužnike, nego su u ćelijama obavljali nuždu obavljali u kible. Praznile su se samo jednom i to ujutro, pa bi do večeri bile pretrpane, a smrad je bio nepodnošljiv.
Brojni su zatvorenici odvedeni od ovamo na strijeljanje i u sabirne logore. Mnogo je pripadnike pokreta otpora iz zatvora izvukao i lažiranim nalazima od mučenja poštedio zatvorski liječnik Petar Vitezica i bolničari Tonči Hrepić i Dinko Jurjević.
Nakon pada Italije rujna 1943. godine partizanska vlast dolazi uskoro u Split. Želeći zatrti i simbolički tragove patnjâ i strašnu prošlost, splitski su rodoljubi spalili zatvorske prostore. Drugi spaljeni zatvor bio je policijski zatvor ispred današnje zgrade Županije. Ostatci sudskog zatvora porušeni su kasnije u savezničkom bombardiranju Splita 1944. godine.
Ostali zatvori imali u Splitu imali su različite namjene i tretman: zatvor u Nodilovoj zgradi bio je mjesto masovnijeg zatvaranja građana poslije izvršenih racija, u Spinutu je bio zatvore za mladež ("napredne omladince" u komunističkom nazivlju), ispred Zlatnih vrata gdje je danas spomenik Grguru Ninskom bio je prihvatni logor te ini zatvori.

## Vanjske poveznice
- Split na starim fotografijama Paluba.info
- Fotografija Paluba.info